# Игл (Аляска)
Игл (англ. Eagle, хан: Tthee T’äwdlenn) — город в зоне переписи населения Саутист-Фэрбанкс, штат Аляска, США. Население по данным переписи 2010 года составляет 86 человек. Является одним из контрольных пунктов международной гонки на собачьих упряжках Юкон Квест, которая проводится каждый февраль.

## География
Игл расположен на южном берегу реки Юкон, примерно в 13 км к западу от канадской границы, на северной оконечности шоссе Тейлора. Площадь города составляет 2,6 км².

## История

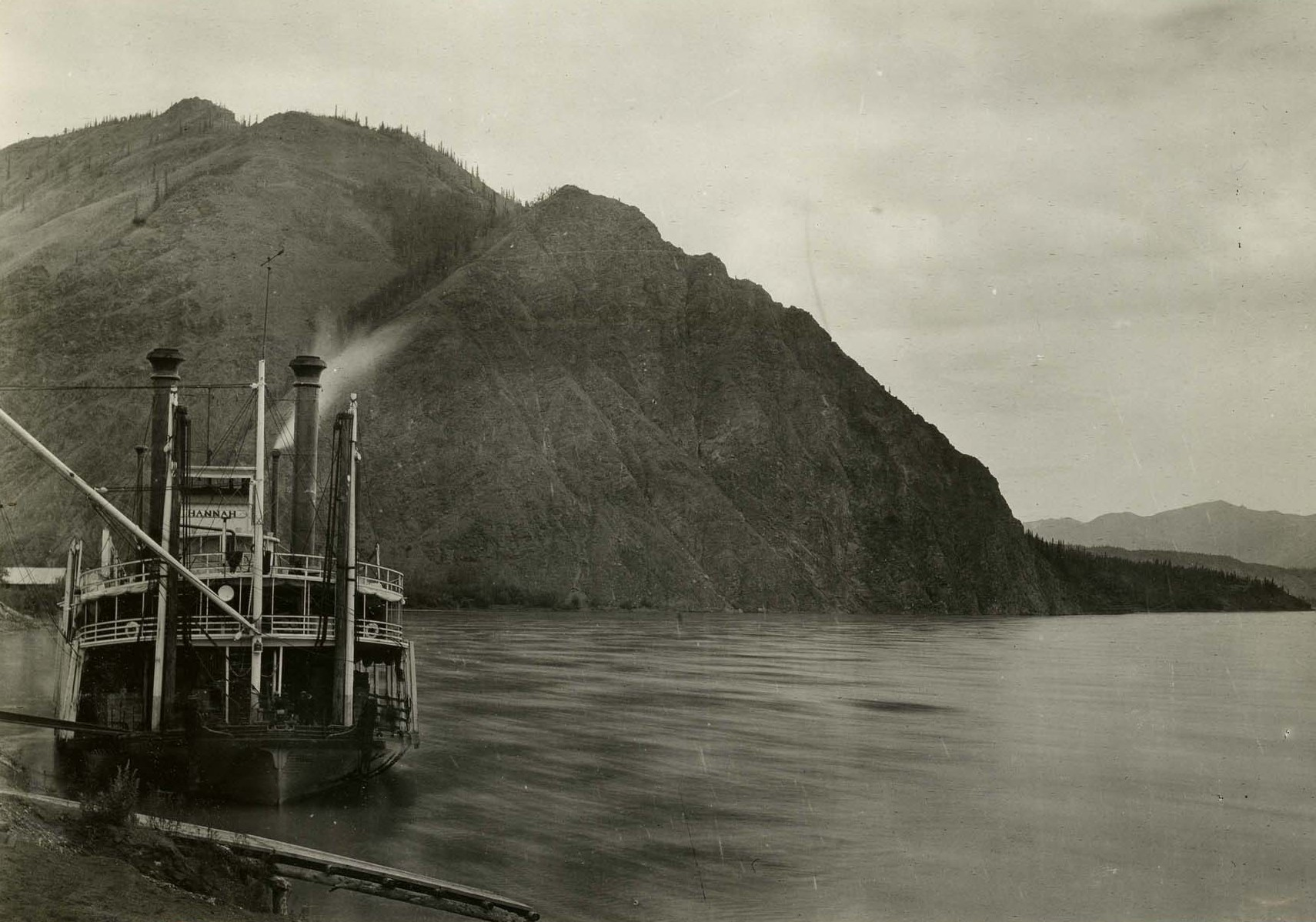
Пароход «Hannah» в Игле, около 1900 года

Территория в районе города Игл была заселена индейскими народами задолго до прихода сюда европейцев.
Первым постоянным строением, построенным европейцами на территории современного поселения около 1874 года, был торговый пост. В 1880-е годы Игл стал центром торговли и обеспечения для старателей, работавших в верхней части реки Юкон и на её притоках. К 1898 году население поселения достигло 1700 человек, что объясняется большим притоком людей из-за Клондайкской золотой лихорадки.
В 1901 году Игл становится первым инкорпорированным городом во Внутренней Аляске. База армии США Форт Эгберт была размещена в Игле в 1899 году и действовала до 1911 года. Телеграфная линия между Иглом и городом Валдиз была завершена в 1903 году. В 1905 году Руаль Амундсен пришёл в Игл на лыжах и телеграфировал о результатах своей экспедиции по Северо-Западному проходу. Окончание золотой лихорадки на Клондайке привело к оттоку населения, численность которого к 1910 году сократилась примерно до 200 человек.
Почти всё население современного города представлено белыми американцами. В то же время, примерно половина населения расположенной неподалёку деревни Игл-Виллидж представлено народом хан.

## Население
По данным переписи 2000 года, население города составляло 129 человек. Расовый состав: коренные американцы — 6,20 %; белые — 93,02 % и представители двух и более рас — 0,78 %. Доля лиц латиноамериканского происхождения всех рас составляла 0,78 %.
Из 58 домашних хозяйств в 20,7 % — воспитывали детей в возрасте до 18 лет, 55,2 % представляли собой совместно проживающие супружеские пары, в 6,9 % семей женщины проживали без мужей, 36,2 % не имели семьи. 34,5 % от общего числа семей на момент переписи жили самостоятельно, при этом 5,2 % составили одинокие пожилые люди в возрасте 65 лет и старше. В среднем домашнее хозяйство ведут 2,22 человек, а средний размер семьи — 2,86 человек.
Доля лиц в возрасте младше 18 лет — 24,8 %; лиц в возрасте от 18 до 24 лет — 3,1 %; от 25 до 44 лет — 24,0 %; от 45 до 64 лет — 44,2 % и лиц старше 65 лет — 3,9 %. Средний возраст населения — 44 года. На каждые 100 женщин приходится 95,5 мужчин; на каждые 100 женщин в возрасте старше 18 лет — 98,0 мужчин.
Средний доход на совместное хозяйство — $36 042; средний доход на семью — $44 375. Средний доход на душу населения — $20 221. Около 2,6 % семей и 16,5 % населения живут за чертой бедности, включая 40,0 % лиц в возрасте младше 18 лет и 0 % лиц старше 65 лет.